# María Luisa Ponte
María Luisa Ponte Mancini (Medina de Rioseco, 21 de junho de 1918 — Aranjuez, 2 de maio de 1996) foi uma atriz espanhola. Em 1995, ganhou o Prêmio Goya de melhor atriz coadjuvante pelo seu papel no filme Canción de cuna.